# جالكسي نكسس
جالاكسي نكسس (بالإنجليزية: Galaxy Nexus)‏ هو هاتف ذكي أنتجته جوجل بالتعاون مع سامسونج تم الإعلان عنه في 19 من أكتوبر عام 2011 في مؤتمر عقد في الصين. وهو الجيل الثالث للهواتف لشركة جوجل بعد جهازين: الأول هونكسس ون والذي كان من تصنيع شركة اتش تي سي وكان أول جهاز من غوغل.. والثانينكسس إس الذي كان أول تعاون بين غوغل وسامسونج لتصنيع أجهزة من سلسلة نيكسوس.. الجهاز يدعم تقنية الجيل الرابع HSPA+.. وهو أول جهاز من أندرويد يحمل نسخة 4.0 التي يطلق عليها اسم آيس كريم ساندويتش.. الجهاز يحمل انحناء في الشاشة كما جرت العادة في الأجهزة من سلسلة نيكسوس الخاصة بشركة غوغل..

## العتاد
يحمل الجهاز معالج ثنائي النواة بسرعة 1.2 جيجاهيرتز، وشاشة بعرض 4.65 انش وبدقة عالية الوضوح 1280×720 بيكسل من نوع Super AMOLED HD والتي تقوم على تصنيعها شركة سامسونح الكورية. الجهاز لديه نسختين الأولى البريطانية وتأتي بذاكرة داخلية سعة 16 جيجابايت والنسخة الأمريكية لدى مشغل فيرايزون بسعة 32 جيجابايت غير قابلة للزيادة. يحمل الجهاز كاميرتين أمامية بدقة 1.3 ميجابيكسل والخلفية بدقة 5 ميجابيكسل قادرة على تصوير الفيديو بدقة 1080p.

## الشكل
- الابعاد: 67.94 × 135.5 × 9.47 ملم.
- الوزن: 135 جرام.

## دعم الشبكات
2G / GSM 850 / 900 / 1800 / 1900
3G / HSDPA 850 / 900 / 1700 / 1900 / 2100
LTE دعم شبكة الجيل الرابع.

## التوصيل
- البلوتوث: Bluetooth 3.0.
- الواي فاي: Wi-Fi 802.11 a/b/g/n, dual-band, DLNA, Wi-Fi hotspot.
- اليو اس بي: microUSB إصدار 2.0.

## الكاميرا
- دقة الكاميرا الخلفية: 5 ميغا بيكسل: 2592 × 1944.
- التكبير الرقمي: × 8.
- دقة الكاميرا الامامية: 1.3 ميغا بيكسل.
- تصوير الفيديو: 1920 × 1080 (Full HD).
- لقطات الفيديو في الثانية: 30 لقطة في الثانية.
- الفلاش: LED.
- مزابا أخرى: ركيز آلي. التركيز باللمس. ربط الصور بالمواقع. تحديد الوجه. نمط التصوير اللحظي. تصوير بانورامي. التركيز المتواصل

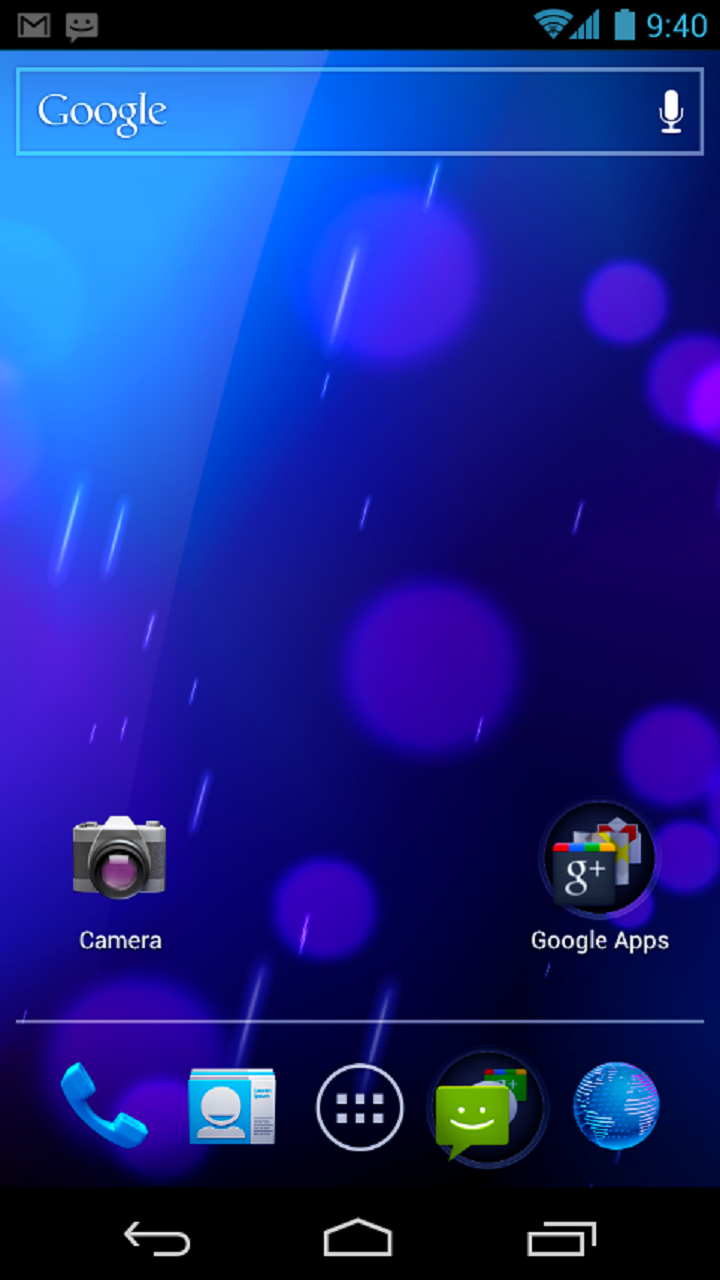
Android 4.0

## نظام التشغيل
يعمل الجهاز على نظام تشغيل أندرويد 4.0.4 ((تم ترقيته بتاريخ 4 فبراير 2012)) المسمى بالآيس كريم ساندويتش.. وهو أول جهاز يحمل هذه النسخة كما أنه سيكون أول جهاز يحمل النسخة القادمة من اندرويد كونه الجهاز الأخير من شركة غوغل.. النسخة صافية ودون أي تعديلات من سامسونج أو أي إضافات.. وحصلت على العديد من التطويرات عما كانت عليه النسخ السابقة من اندرويد.. فهناك تطور ملحوظ في الصور وقابلية الاستخدام فقد اعتنت غوغل بهذه الأمور ليكون نقلة نوعية في نظام الاندرويد.. يعمل مشغل الفلاش على الجهاز بشكل ممتاز ودعم كامل من أدوبي.. كما أن غوغل أضافت خاصية فتح القفل عن طريق التعرف على الوجه في هذه النسخة من اندرويد.. فتستطيع قفل الجهاز ولا يفتح إلا بالتعرف على وجهك وهي ميزة تعد رائعة وجديدة رغم أنها لا تعد آمنة بشكل كبير..

## وصلات خارجية
- الموقع الرسمي
- مراجعة عامة لجهاز الجالكسي نيكسوس
- توجد إصدارات أخرى لاتحتوى على الجيل الرابع